# Chambellan (Grand'Anse, Haiti)
Pour l’article homonyme, voir Chambellan.
Chambellan (Chanbelan en créole haïtien) est une commune d'Haïti, située dans le département de Grand'Anse, arrondissement de Jérémie. habitant : Chambellanais (aise)

## Démographie
La commune est peuplée de 26 459 habitants(recensement par estimation de 2015).

## Administration
La commune est composée des sections communales de :
- Déjean
- Boucan

## Économie
L'économie locale repose sur la culture du cacao, de l'igname, la vente des animaux et du café.
Le marché de chambellan (les jeudis) génère plus de 1 000 000 gourdes chaque jeudi, d'après l'entrepreneur et gestionnaire Johnbert Bathelemy.
La commune de chambellan est l'une des communes du département de Grand'Anse qui a plus de circulation économique après la ville de Jeremie (commune).